# Łęki Kościelne
Łęki Kościelne – wieś w Polsce położona w województwie łódzkim, w powiecie kutnowskim, w gminie Krzyżanów.
W latach 1975–1998 miejscowość administracyjnie należała do województwa płockiego.
Zenon Świętosławski spędził w Łękach lata młodości. Na miejscowym cmentarzu jest pochowany aktor Zdzisław Jóźwiak. 

## Zabytki
Według rejestru zabytków Narodowego Instytutu Dziedzictwa na listę zabytków wpisane są obiekty:
- kościół parafialny pw. św. Marii Magdaleny (nr rej.: 42-III-6 z 24.03.1947 oraz 20 z 7.06.1967), drewniany, barokowy z 1775 roku. Jest to obiekt orientowany, trójnawowy z wielobocznie zamkniętym prezbiterium, zwieńczony od zachodu czworoboczną wieżą. Wewnątrz znajdują się cztery XVIII-wieczne ołtarze, barokowa chrzcielnica i późnobarokowe organy.
- dzwonnica, nr rej.: 43-III-7 z 24.03.1947 oraz 21 z 7.06.1967
- zespół dworski, 3 ćw. XVIII w., XIX w.:
- dwór, drewniany (nr rej.: 44-III-8 z 24.03.1947 oraz 22 z 7.06.1967), barokowy dwór zbudowany został w II poł. XVIII wieku przez nieznanego fundatora. Otoczony jest niewielkim parkiem krajobrazowym.
- park, nr rej.: 391 z 7.06.1967

## Kultura
We wsi kręcono polski film wojenny Romans z intruzem z 1984 w reżyserii Waldemara Podgórskiego na podstawie powieści Wacława Bilińskiego pt. Koniec wakacji.